# Mörsfeld
Mörsfeld ist eine Ortsgemeinde im Donnersbergkreis in Rheinland-Pfalz. Sie gehört der Verbandsgemeinde Kirchheimbolanden an, innerhalb derer sie die am weitesten nördlich liegende Ortsgemeinde bildet.

## Geographie

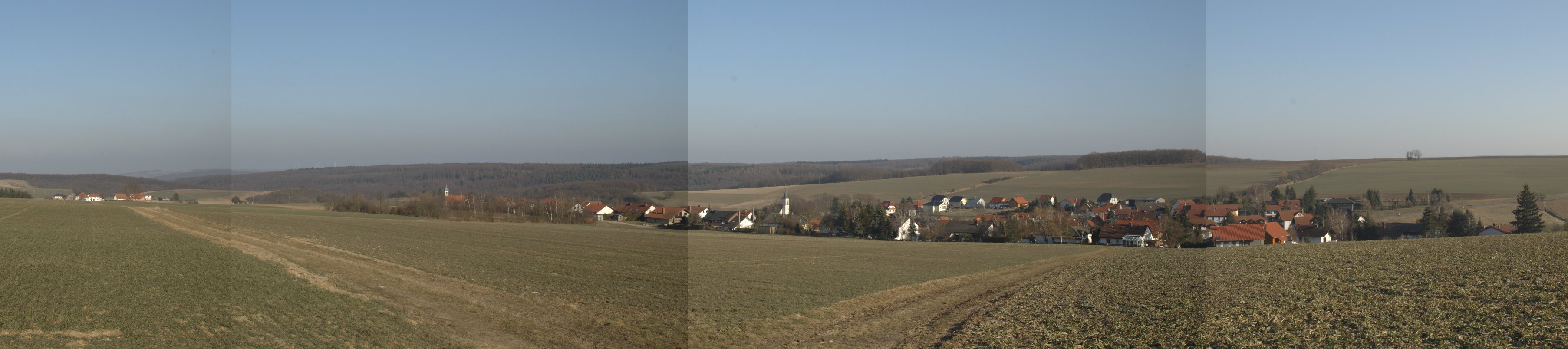
Panorama Mörsfeld

### Lage
Mörsfeld liegt ungefähr 15 Kilometer nördlich vom Gipfel des Donnersbergs im Nordpfälzer Bergland und gehört zu dessen Teilbereich Rheinhessische Schweiz. Die Städte Kirchheimbolanden, Bad Kreuznach und Alzey sind jeweils 15 km entfernt. Aufgrund der Lage der Pfalz zugehörig, orientieren sich die meisten Einwohner jedoch nach Rheinhessen, aufgrund der besseren Verkehrsanbindung. Zu Mörsfeld gehören auch die Wohnplätze Daimbacherhof, Pfaffenloch und Pfalzblick.

### Erhebungen
Im Nordosten der Gemarkung erstreckt sich der 286,7 Meter hohe Schloßberg und im Süden der 331,8 Meter hohe Monzenfelder Hübel.

### Gewässer
Auf Gemarkung von Mörsfeld befindet sich der Schloßbach, der von links in den Schindelbach mündet. Im Süden des Gemeindegebiets entspringt der Finkenbach, der teilweise die östliche Gemarkungsgrenze bildet und der im Osten der Gemeindegemarkung von links den Schindelbach aufnimmt.

### Geologie

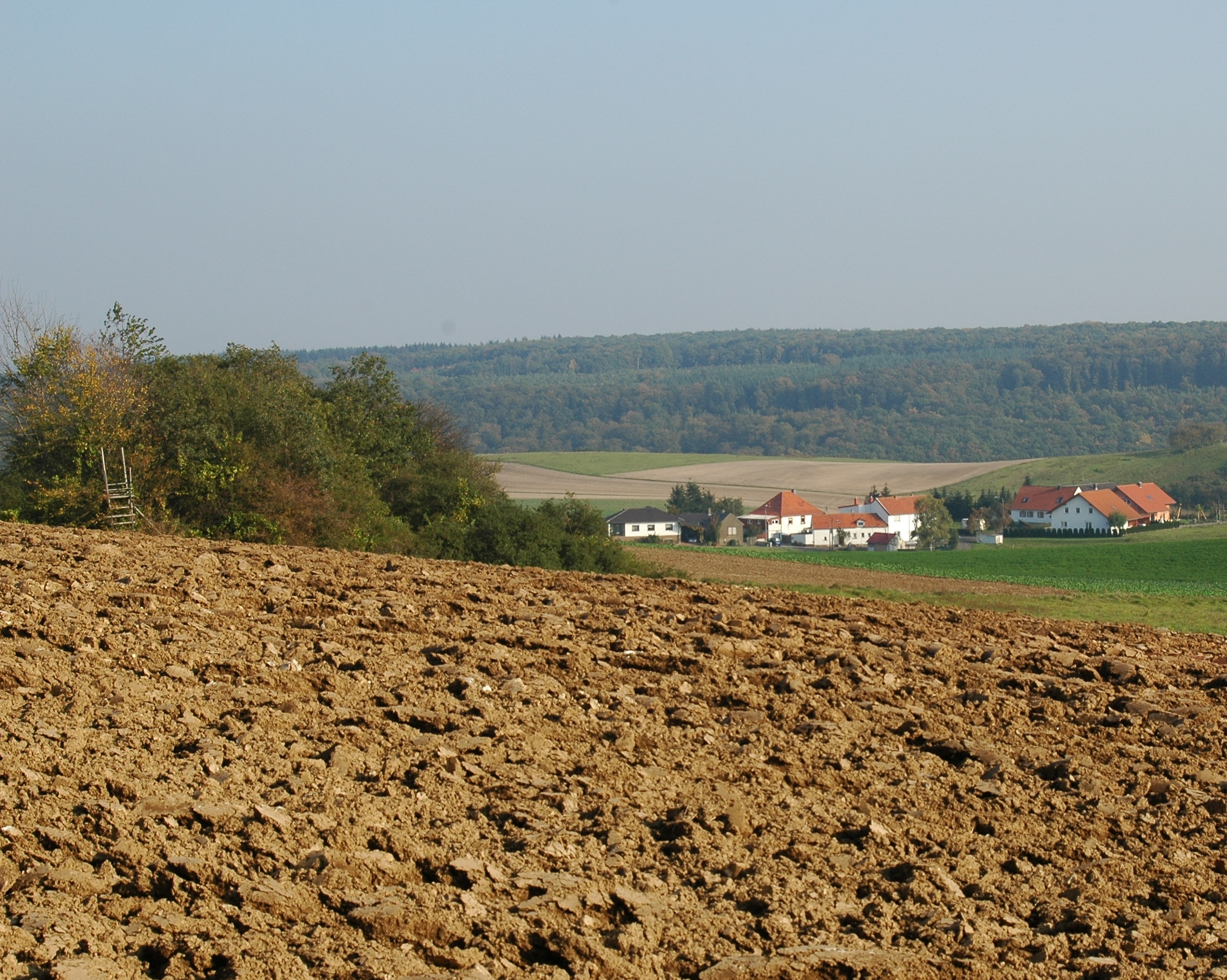
Daimbacher Hof mit Abraumhalde im Vordergrund

Am „Daimbacher Hof“ (vormals „Alte Grube“ in Daimbach), einer ehemaligen Quecksilbervererzung mit inzwischen völlig zugewachsenen Berge-Inseln nahe Mörsfeld, wurden bis ins 19. Jahrhundert verschiedene Quecksilber-Minerale abgebaut wie unter anderem Cinnabarit (Zinnober), Kalomel (Hornquecksilber), Moschellandsbergit und gediegen Quecksilber. Daneben wurden hier unter anderem die seltenen bis sehr seltenen Minerale Capgaronnit, Eglestonit, Perroudit und Poyarkovit gefunden.

### Klima
Der Jahresniederschlag beträgt 594 mm.

## Geschichte
Vermutlich ist der Ort nach einem Siedler namens „Moro“ benannt. Bereits Ende des 9. Jahrhunderts soll das Land um Mörsfeld besiedelt gewesen sein, allerdings wurde Mörsfeld erstmals 1381 urkundlich erwähnt.
Bis Ende des 18. Jahrhunderts gehörte die Gemeinde zur Kurpfalz und unterstand dort dem Oberamt Alzey.
Älteste Hinweise zum pfälzischen Quecksilberbergbau gehen auf eine urkundliche Nachricht zurück, die um das Jahr 1100 verfasst wurde. Es wird ein „Altes Werk“ in Daimbach (heute Daimbacher Hof bei Mörsfeld) erwähnt.
Von 1798 bis 1814, als die Pfalz Teil der Französischen Republik (bis 1804) und anschließend Teil des Napoleonischen Kaiserreichs war, war Mörsfeld in den Kanton Kirchheim eingegliedert und war Sitz einer eigenen Mairie. 1815 hatte die Gemeinde insgesamt 349 Einwohner. Im selben Jahr wurde er Österreich zugeschlagen. Bereits ein Jahr später wechselte der Ort wie die gesamte Pfalz in das Königreich Bayern. Von 1818 bis 1862 gehörte Ramsen dem Landkommissariat Kirchheim – später Kirchhheimbolanden an; aus diesem ging das Bezirksamt Kirchhheimbolanden  hervor.
Ab 1939 war der Ort Bestandteil des Landkreises Kirchheimbolanden. Nach dem Zweiten Weltkrieg wurde Mörsfeld innerhalb der französischen Besatzungszone Teil des 1946 neu gebildeten Landes Rheinland-Pfalz. Im Zuge der ersten rheinland-pfälzischen Verwaltungsreform wechselte Mörsfeld 1969 in den neu gebildeten Donnersbergkreis; drei Jahre später wurde die Gemeinde in die ebenfalls neu entstandene Verbandsgemeinde Kirchheimbolanden eingegliedert.

## Religion
Auf dem Daimbacherhof wurde in der zweiten Hälfte des 13. Jahrhunderts mit dem Kloster Daimbach ein Zisterzienserinnenkloster errichtet. Im Pfälzischen Bauernkrieg wurde das Kloster mehrmals verwüstet und anschließend gänzlich verlassen.

## Politik

### Gemeinderat
Der Gemeinderat in Mörsfeld besteht aus acht Ratsmitgliedern, die bei der Kommunalwahl am 9. Juni 2024 in einer Mehrheitswahl gewählt wurden, und dem ehrenamtlichen Ortsbürgermeister als Vorsitzendem. Bis 2014 gehörten dem Gemeinderat zwölf Ratsmitglieder an.

### Ortsbürgermeister
Ortsbürgermeister ist Jan Volker. Er wurde am 18. Juni 2019 einstimmig vom Gemeinderat gewählt. Bei der Kommunalwahl am 9. Juni 2024 wurde er mit einem Stimmenanteil von 85,5 % in seinem Amt bestätigt.

### Wappen
| Wappen von Mörsfeld | Blasonierung: „Von Schwarz und Silber geteilt, oben ein schreitender rotbewehrter, bezungter und bekrönter goldener Löwe, unten aus blauem Wellenschildfuß aufsteigend drei natürliche Schilfkolben mit grünen Blättern nebeneinander“ |
| Wappen von Mörsfeld | Wappenbegründung: Es wurde 1950 durch das rheinland-pfälzische Innenministerium verliehen und geht zurück auf ein Siegel aus dem Jahr 1536. Es verweist oben auf den Kurpfälzer Löwen. Unten wird der Ortsname redend dargestellt.     |

## Kultur und Sehenswürdigkeiten

### Kulturdenkmäler
Vor Ort existieren insgesamt fünf Objekte, die unter Denkmalschutz stehen.

### Natur
Mit einem Speierling im Osten der Gemarkung befindet sich vor Ort ein Naturdenkmal.

### Vereine
Die Geschichtswerkstatt e. V. hat 2010 ein Ortsfamilienbuch herausgegeben mit allen Familien ab 1650 bis 1930.

### Veranstaltungen
Die sogenannte Mörsfelder Kerb findet am zweiten Wochenende im Juli statt.

## Wirtschaft und Infrastruktur

### Wirtschaft
Bis zum 19. Jahrhundert wurde in Mörsfeld Quecksilber abgebaut. In Mörsfeld gibt es vier landwirtschaftliche Betriebe, die eine Gesamtfläche von 650 Hektar bewirtschaften. Auf dem Gebiet der Gemeinde befindet sich der in den Jahren 2019 und 2020 errichtete Windpark Mörsfeld.

### Verkehr
Durch Mörsfeld verläuft die Landesstraße 404, die den Ort mit Kriegsfeld und mit Wendelsheim verbindet. Mitten im Siedlungsgebiet zweigt von dieser die Kreisstraße 18 nach Norden ab. Zur Autobahn A 63 (Mainz–Kaiserslautern), Anschlussstelle Erbes-Büdesheim, sind es etwa 15 Kilometer.

### Militär
Bis 1993 befand sich im Wald zwischen Mörsfeld und Stein-Bockenheim das Mörsfeld Storage Point, ein der US-Armee in Bad Kreuznach angegliedertes Lager für konventionelle Munition. Die Liegenschaft wurde im Zuge der europäischen Truppenreduzierung als Folge des Ersten Golfkrieges aufgegeben.

### Tourismus
Durch Mörsfeld verläuft der mit einem blauen Balken markierte Fernwanderweg Staudernheim–Soultz-sous-Forêts.

## Persönlichkeiten
- Monika Böss (* 1950), Schriftstellerin, lebt in Mörsfeld.
- Johannes Kriebitzsch (1857–1938), bemalte die Fenster der örtlichen St. Michael-Kirche.